# Teemu Eronen
Teemu Eronen, född 22 november 1990 i Vanda, Finland, är en finländsk professionell ishockeyspelare (back) som sist spelade för IF Björklöven i Hockeyallsvenskan.